# Giáo dục Việt Nam thời Pháp thuộc

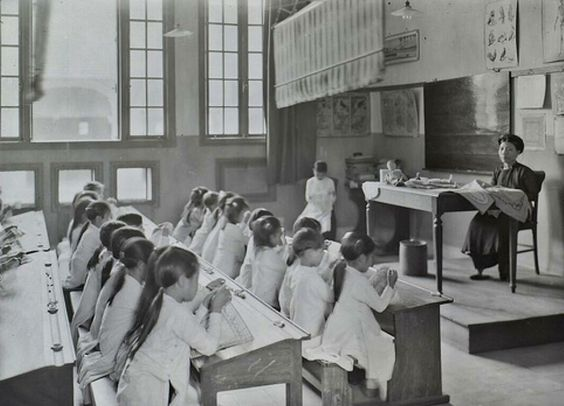
Lớp học may tại một trường thuộc địa ở Hà Nội.

Giáo dục Việt Nam thời Pháp thuộc là nền giáo dục trong ba xứ Nam Kỳ, Trung Kỳ, Bắc Kỳ thuộc Liên bang Đông Dương dưới sự cai trị của Pháp. Tuy Liên bang này chính thức hình thành năm 1887 nhưng người Pháp không mấy quan tâm về ngành giáo dục mãi cho đến đầu thế kỷ 20 mới lập Nha học chính (Direction de l'enseignement) và thông qua mấy đợt cải cách học vụ. Người Pháp xem việc xây dựng hệ thống giáo dục là hiện thực hóa sứ mạng khai hóa, truyền bá những giá trị phổ quát của nhân loại và giải thoát các dân tộc tại Đông Dương khỏi thiên tai, bệnh tật, dốt nát và sự chuyên chế bằng cách đem lại cho họ kỹ thuật, y tế, giáo dục và một nền quản trị trong sạch.
Hệ thống giáo dục này chấm dứt năm 1954 nhưng đã đặt nền móng và gây âm hưởng trong các hệ thống giáo dục kế tiếp của Việt Nam Cộng hòa, Việt Nam Dân chủ Cộng hòa.

## Thời kỳ đầu

### Giáo dục phổ thông

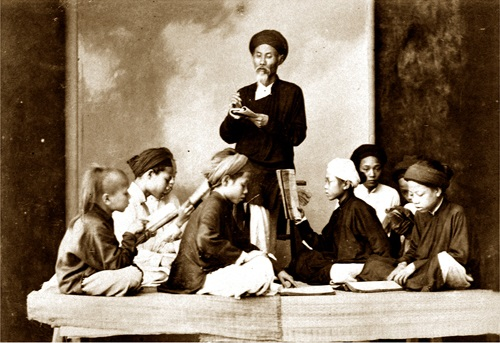
Một lớp học chữ Nho tư gia vào khoảng năm 1895

Ngay sau khi chiếm được Nam Kì, nền giáo dục Nam Kỳ được đặt dưới sự quản lý của các Thống đốc quân sự Pháp. Pháp cố gắng thiết lập một hệ thống giáo dục theo mô hình Pháp gồm hai bậc, tiểu học và trung học với tổng thời gian học là 6 năm. Năm 1864, chính quyền thuộc địa đã ra quyết định mở trường học quốc ngữ ở các tỉnh huyện quan trọng nhất của Nam Kỳ và mỗi trường do một viên thông ngôn đảm nhiệm. Cuối năm 1864 có hai mươi trường được mở với 300 học sinh, bốn năm sau con số này tăng lên 104 trường học với 3.200 học sinh. Nho học vẫn tồn tại, thực dân Pháp vẫn duy trì chế độ tổ chức giáo dục của triều Nguyễn, từng bước thay thế giáo dục

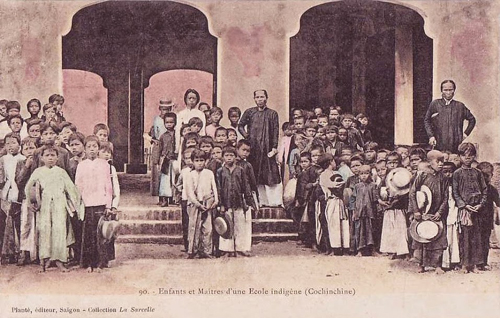
Trường tiểu học thời Pháp thuộc

Nho học bằng nền giáo dục hiện đại. Việc tổ chức nền giáo dục Nho học ở Nam Kỳ từ 1867 đến trước năm 1878 cơ bản vẫn giữ các chế độ do triều Nguyễn đề ra. Đứng đầu ngành giáo dục ở mỗi tỉnh là một Đốc học chịu trách nhiệm chỉ đạo giáo dục từ phủ, huyện đến xã trên toàn tỉnh, kiểm tra việc dạy việc học. Đốc học có trách nhiệm triệu tập, khảo hạch các sĩ tử và kiến nghị chính quyền miễn binh dịch, lao dịch cho những người giỏi, tuyển dụng những người đã đỗ tú tài, cử nhân làm thư lại tập sự trong văn phòng các phủ huyện. Đốc học chịu sự chỉ đạo trực tiếp của viên chủ tỉnh. Dưới Đốc học có Giáo thụ ở cấp phủ, Huấn đạo ở cấp huyện. Đốc học được tuyển chọn từ các Tri phủ có năng lực và được nâng lương theo thời hạn 3 năm một lần. Các chức Giáo thụ và Huấn đạo được tuyển từ Tú tài và Cử nhân. Năm 1864 cũng diễn ra kỳ thi Nho học cuối cùng ở Nam Kỳ. Năm 1868, Pháp thành lập Hội đồng tư vấn học chính (Conseil Consultatif de l'Instruction Publique).

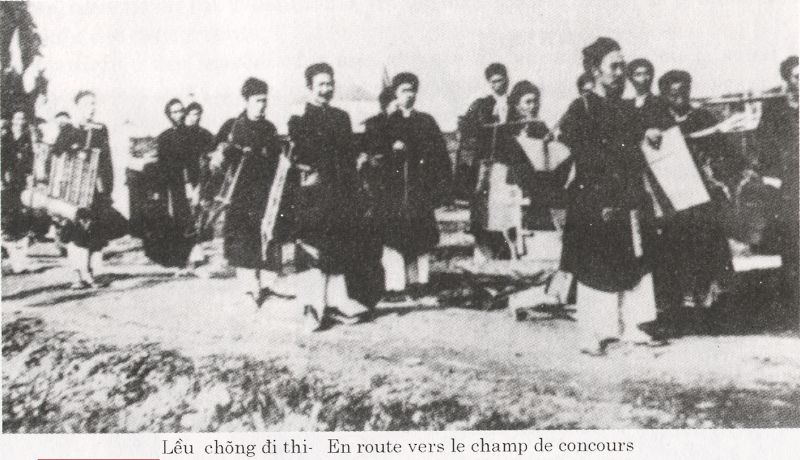
Lều chõng đi thi, năm 1897

Dù vậy cũng khởi đầu ở xứ thuộc địa trực trị Nam Kỳ năm 1879 chính quyền Pháp thành lập loại trường hỗn hợp (tiếng Việt gọi là "trường Pháp-Nam" hoặc "trường Pháp-Việt") lấy mẫu từ trường công ở bên chính quốc. Năm 1904 thì hệ thống loại trường mới này mở ở Bắc Kỳ; Cao Miên theo gót năm 1905, và đến năm 1906 thì áp dụng ở cả Lào và Trung Kỳ. Mặc dù có sự hỗ trợ của chính quyền, loại trường mới này chỉ có một thiểu số nhỏ học sinh ghi danh theo học. Riêng ở Bắc Kỳ năm 1917 trong số 22 tỉnh thành chỉ có 67 trường. Để tiện bề so sánh, trước đó chín năm ở hai xứ bảo hộ Bắc và Trung Kỳ thì số liệu năm 1908 ước tính vẫn còn 15.000 trường truyền thống do các ông đồ dạy chữ Nho với khoảng 200.000 học sinh theo học. Ngoài mục đích giáo dục, chủ trương của chính quyền khi mở trường Pháp Nam còn do động lực chính trị. Đó là vì nhóm văn thân vẫn chưa khuất phục nhà nước Bảo hộ; người Pháp cho rằng giới nho sĩ là mầm mống kháng cự nên họ tìm cách triệt hạ lề lối giáo dục bản xứ cựu triều để cách ly lớp trẻ khỏi lối tư duy cũ.

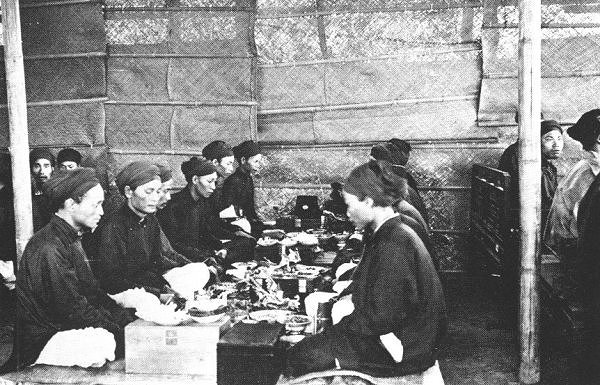
Tân khoa dự tiệc, Nam Định năm 1897

Năm 1874, Thống đốc Nam Kỳ kí Nghị định tổ chức lại nền giáo dục Nam Kỳ. Nền giáo dục của Pháp ở Nam Kỳ được chia làm 2 bậc: tiểu học và trung học. Nghị định này đã công bố giáo dục công hoàn toàn miễn phí và tự do, được quy định bởi những điều lệ tổng quát hiện hành tại Pháp. Theo Nghị định này, không trường tư thục nào được mở nếu không có phép của chính quyền. Gần 10 năm sau khi chiếm đóng Nam Kỳ, khoảng 60 trường tiểu học được Pháp thành lập ở khu vực này với gần 1.400 học sinh. Nhiều trẻ em người Việt tiếp tục theo học chương trình chữ Hán ở trường tư thục. Tiểu học tập đọc và viết chữ Quốc ngữ, chữ Nho, tiếng Pháp; tiếng Pháp căn bản; toán sơ đẳng; hình học sơ đẳng; khái niệm đo đạc; tổng quan về lịch sử và địa lý. Đến bậc trung học, học sinh sẽ học kỹ hơn về tiếng Pháp, văn học Pháp; làm luận bằng tiếng Pháp, quốc ngữ và chữ Nho và nhiều nội dung nâng cao hơn về toán, vũ trụ, vật lý, hội họa... Pháp siết chặt việc mở trường tư thục, tăng cường kiểm soát trường làng. Pháp bãi bỏ trường dạy quốc ngữ ở các làng mà tập trung về trường ở Sài Gòn, Chợ Lớn, Vĩnh Long, Bến Tre, Sóc Trăng nhưng tại các lớp học của thầy đồ, học sinh vẫn học theo lối cũ. Pháp khuyến khích thầy đồ nào dạy thêm chữ quốc ngữ sẽ được thưởng 200 Francs. Tại các trường của nhà nước, cấp tiểu học khi đó chỉ còn vài tiết học chữ Nho, không còn tiết nào khác dành cho kiến thức hay phổ cập văn hóa dân tộc bản xứ do đó người Việt không chịu theo học trường của chính quyền Pháp, nhiều làng phải thuê người nghèo đi học cho đủ sĩ số. Pháp cũng bãi bỏ việc sử dụng chữ Hán trong văn bản hành chính ở Nam Kỳ và bắt buộc sử dụng chữ quốc ngữ và tiếng Pháp.

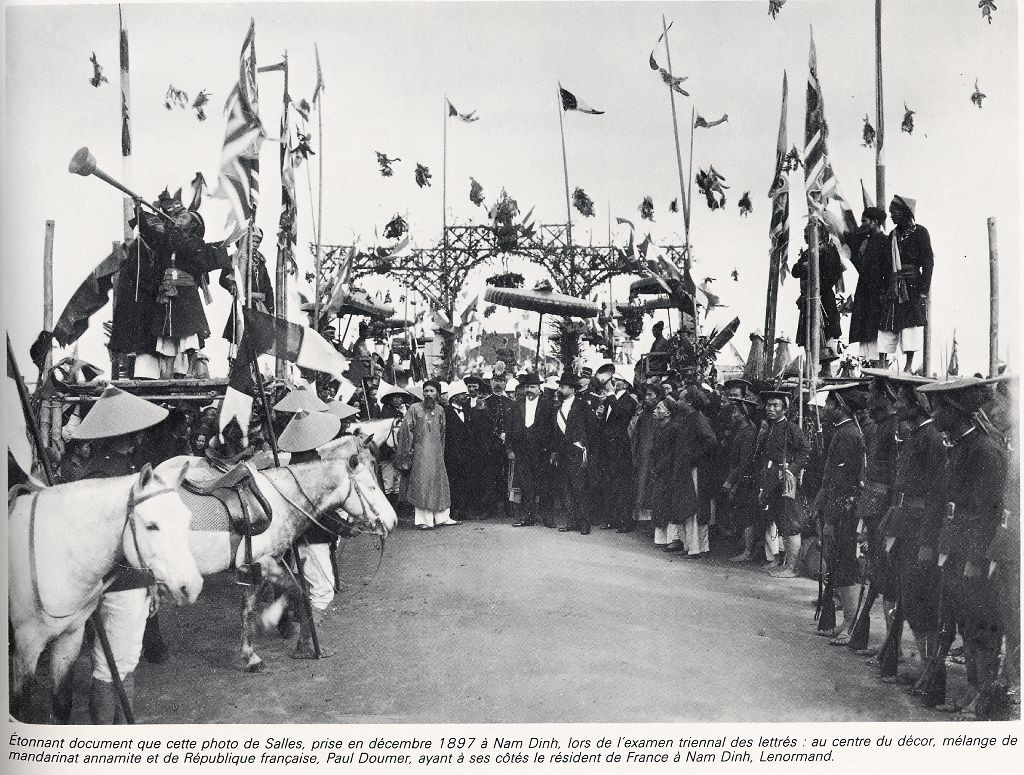
Toàn quyền Đông Dương Paul Doumer tham dự lễ vinh danh tân khoa, 1897

Năm 1879, nghị định cải tổ giáo dục Nam Kì được ban hành, chia chương trình học làm ba cấp với tổng thời gian học là 10 năm. Cấp ở tổng một học trong ba năm, dạy Pháp văn, Quốc ngữ và Hán văn. Cấp hai ở tình có thời lượng ba năm, mỗi tuần sẽ dành hai giờ cho chữ Nho và Quốc ngữ, còn lại dành cho tiếng Pháp. Cấp ba sẽ học trong bốn năm với nhiều nội dung, dạy bằng tiếng Pháp như số học, hình học phẳng, đại số, lượng giác, trắc lượng, vẽ, địa lý, vũ trụ, hóa học, vật lý, vạn vật học... Pháp chọn học sinh vào cấp một từ những em đã biết tiếng Hán tới một trình độ nào đó. Toàn Nam Kỳ chỉ có 3 trường cấp ba: Trường Bá Đa Lộc và Trường Chasseloups Laubat ở Sài Gòn, Trường Le Myre de Vilers ở Mỹ Tho. Pháp muốn đào tạo một số người biết tiếng Pháp, chữ quốc ngữ, có chút kiến thức về văn minh phương Tây để làm công chức bậc thấp phục vụ cho chính quyền thuộc địa, và lâu dài sẽ đạt được mục tiêu "biến người bản xứ thành những người Pháp về phương diện văn hóa". Những năm đầu, soái phủ Nam Kì gặp rất nhiều khó khăn khi hệ thống Nho học bị bãi bỏ. Các thầy đồ di cư ra Trung Kì thuộc triều đình Huế để tiếp tục dạy học. Nhiều học trò tham gia các lực lượng nghĩa quân.

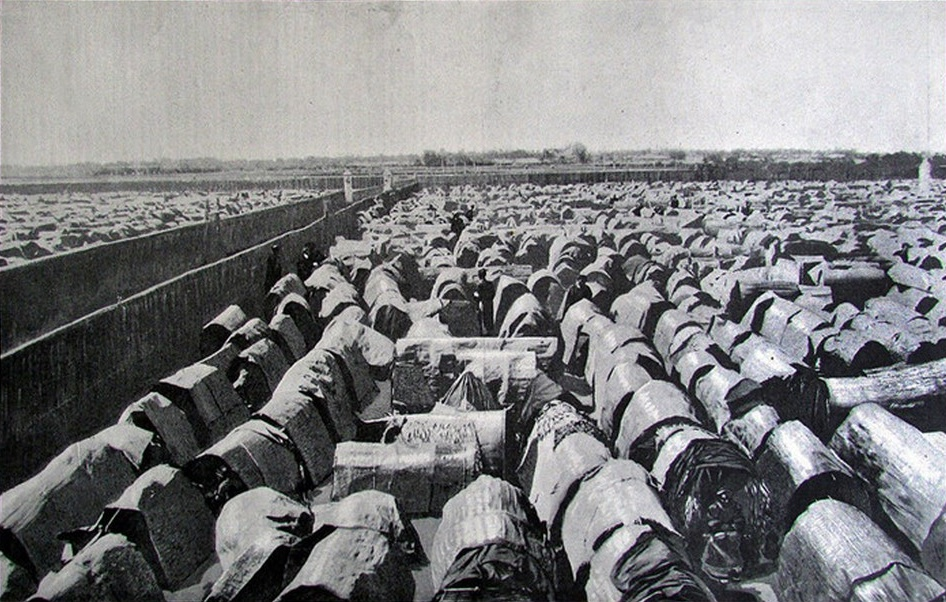
Cảnh lều chõng tại trường thi Nam Định, khoa thi Hương năm Canh Tý (1900)

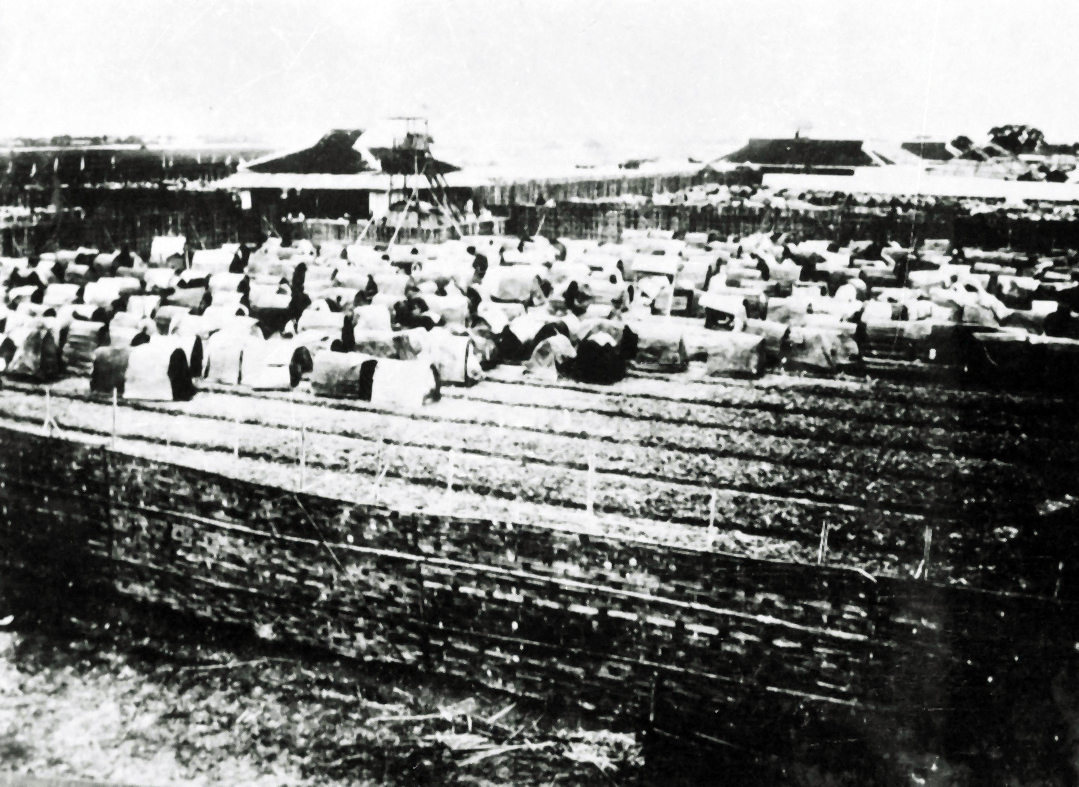
Quang cảnh kỳ thi Hương cuối cùng tại Trường thi Nam Định năm 1915

Nghị định ban hành năm 1880 cho phép "mỗi làng, thị trấn của tổng không có trường Pháp sẽ thiết lập một trường dạy chữ quốc ngữ" và "những làng nhỏ có một trường dạy chữ quốc ngữ sẽ được miễn mọi thuế đóng góp cho trường hàng tổng". Tuy Nho học bị chính thức bãi bỏ tại các trường công và tư do nhà nước quản lý nhưng nó vẫn được duy trì tại các lớp tư gia của thầy đồ và nhân dân vẫn tín nhiệm Nho học hơn Tây học. Năm 1886, số trường hàng tổng và hàng xã là 300, số giáo viên người Việt là 503, số học sinh các cấp là 18.231. Tỷ lệ đi học trong các trường công chưa đến 1% trên dân số Nam Kỳ lúc đó khoảng 2 triệu người. Trong khi đó, theo một báo cáo, các lớp dạy Nho học tại các làng của 426 thầy đồ có 8496 học sinh trên tổng số 27473 học sinh toàn Nam Kỳ, chiếm 31%. Trong các báo cáo thường niên về giáo dục, các nhà cai trị người Pháp than phiền rằng sau mấy chục năm chiếm Nam Kỳ, họ chỉ đào tạo được "vài trăm người An Nam nói tiếng Pháp, vài ngàn người nói sai tiếng Pháp, đó là những bồi bếp, những người kéo xe... Dân chúng còn lại thì không biết chữ An Nam lẫn chữ Pháp", "người An Nam vẫn nói tiếng của họ nhưng lại không biết đọc biết viết". Người Pháp thừa nhận "dân tộc Việt Nam đã có độ dày truyền thống văn hóa của mình", "việc xâm chiếm đất đai đã khó, việc chinh phục tinh thần còn khó hơn nhiều".
Sau khi chiếm được Bắc Kì và Trung Kì, tháng 7/1886, Paul Bert ký nghị định thành lập Bắc Kỳ Hàn lâm Viện, trụ sở tại Hà Nội để lôi kéo các sĩ phu, nhân sĩ nhằm truyền bá tư tưởng, học thuật Pháp tại miền Bắc. Sau đó, Paul Bert cho thành lập một trường hoàng gia dành riêng cho việc giảng dạy tiếng Pháp cho con em tôn thất và quan lại Huế. Lúc này, ở Hà Nội chỉ có một trường tiểu học nhưng một năm sau đó, đã có hệ thống trường Pháp - Việt gồm chín trường tiểu học cho nam sinh, bốn trường tiểu học cho nữ sinh. Năm 1900, Hà Nội có 15 trường tiểu học; Hải Phòng năm trường; Nam Định bốn trường; Thanh Hóa, Vinh, Huế, mỗi nơi có hai trường; Hội An và Nha Trang mỗi nơi một trường. Năm 1906 Pháp thực hiện cải cách giáo dục. Pháp thiết lập hệ thống tiểu học do chính quyền đài thọ với tên gọi là đệ nhị cấp (tiểu học) và đệ tam cấp (trung học). Chương trình học được thêm vào nội dung mới nhất của khoa học phương Tây, tri thức thực hành thông dụng. Chính quyền thực dân ở Việt Nam cho mở hai hệ thống trường học: trường Hán học có cải tổ đôi chút và hệ thống trường Pháp - Việt. Hai hệ thống trường Hán học và trường Pháp Việt cùng tồn tại song song được triều đình nhà Nguyễn chấp thuận. Ở Bắc Kỳ và Nam Kỳ, hệ thống trường học nằm dưới sự quản lý trực tiếp của Sở học chính thì ở Trung Kỳ, triều đình Huế vẫn tiếp tục tổ chức học tập và thi cử Nho giáo.
Năm 1907, triều đình Huế thành lập Bộ Học, đứng đầu là Thượng thư Cao Xuân Dục, quản lý các trường Hán học ở Trung Kỳ. Cho tới năm 1918, ở Bắc Kỳ và Trung Kỳ, các trường Hán học công lập được tổ chức lại theo ba bậc (Đồng ấu, Tiểu học, Trung học) tồn tại song song cùng các trường Pháp – Việt với số lượng chiếm đa số trong hệ thống giáo dục. Năm 1908, tổng số trường Hán học ở cả hai xứ này là 15 ngàn với khoảng 200 ngàn học sinh. Các trường Pháp – Việt được tổ chức theo hai cấp học là Tiểu học (có các lớp Dự bị và Sơ học) và Trung học (khi đó gọi là complementaire). Năm 1913, tổng trường Pháp – Việt ở Bắc Kỳ là 51 với hơn 6000 học sinh, chỉ có một trường Trung học là Trung học Bảo hộ thành lập năm 1908. Ở Trung Kỳ năm 1913 có 23 trường Pháp – Việt với chưa đến 1000 học sinh, chỉ có một trường Trung học duy nhất là Quốc học Huế, thành lập năm 1898. Ở Nam Kỳ, các trường Hán học hoàn toàn bị loại khỏi hệ thống giáo dục công, chỉ một số địa phương vẫn còn các lớp học chữ Nho của các thầy đồ. Năm 1913 số trường Pháp – Việt ở Nam Kỳ là 737 trường với hơn 43 ngàn học sinh, chiếm hơn 90% tổng số trường Pháp – Việt ở Việt Nam. Trường Hán học chỉ duy trì tạm thời, đã được thay thế bằng trường Pháp - Việt trên cả nước kể từ thập niên 1910.

### Giáo dục chuyên nghiệp
Bắt đầu ở Nam Kỳ nơi người Pháp đặt nền cai trị đầu tiên ở Đông Dương, họ cho lập một số cơ sở huấn luyện như Trường Thông ngôn (Collège des interprètes) năm 1862 ở Sài Gòn, nhưng mục đích chính là để đào tạo nhân sự cho chính quyền người Pháp chứ không phải nâng cao kiến thức người bản xứ. Trường Thông ngôn dạy cấp tốc tiếng Pháp cho người Việt, Khmer và Hoa, dạy ngôn ngữ một số nước châu Á cho người Pháp. Người Pháp còn mở trường thông ngôn dạy tiếng Việt cho người Pháp tên là D'Adran (Bá Đa Lộc).. Riêng một ngoại lệ là trường d'Adran (Collège D'Adran) ở Sài Gòn do Hội Thừa sai Paris lập nên và sau do dòng tu Lasan quản nhiệm nuôi dạy trẻ em nghèo. Năm 1886, sau khi chiếm Bắc Kỳ, Pháp mở trường Thông ngôn Hà Nội đào tạo thông ngôn và giáo viên. Ngoài ra còn có các trường đào tạo nhân viên hành chính, tư pháp, tài chính, thuế khóa... phục vụ cho công việc cai trị và những trường sư phạm sơ cấp đào tạo giáo viên dạy chữ quốc ngữ, chữ Pháp. Ngày 20 Tháng Hai năm 1873 thì chính quyền cho lập Trường Hậu bổ ở Sài Gòn (Collège des Stagiares) do Jean Luro điều hành để đào tạo công chức người Pháp khi sang nhận nhiệm sở Đông Dương. Sau đó Trương Vĩnh Ký được bổ làm Chánh đốc học. Năm 1903 ở thì người Pháp cho lập Trường Hậu bổ, Hà Nội rồi Trường Hậu bổ, Huế (năm 1911) cũng với mục đích đào tạo nhân sự hành chính. Trong khi đó giáo dục đại chúng không mấy thay đổi so với giáo dục khoa cử thời Nguyễn ở Việt Nam hoặc giáo dục do nhà chùa đảm trách ở hai xứ Lào và Miên.
Cuối thế kỷ 19, Pháp bắt đầu xây dựng hệ thống giáo dục chuyên nghiệp nhằm đào tạo thợ chuyên môn đáp ứng nhu cầu mở rộng công nghiệp. Năm 1898, Pháp mở trường dạy nghề Hà Nội với hai ngành nông nghiệp và mỹ nghệ học trong ba năm. Một số trường dạy nghề cũng được mở ở Sài Gòn (trường Kỹ nghệ), Huế (trường Bách nghệ), Thủ Dầu Một (trường Mỹ nghệ) và các trường đào tạo thợ ngành gỗ và sắt ở Nam Định, Hải Phòng. Cho đến trước cải cách giáo dục 1906, Pháp đã tổ chức ở Đông Dương 12 trường chuyên nghiệp, tập trung ở Nam Kỳ như Sài Gòn, Biên Hòa, Hà Tiên, Sa Đéc. Các trường này dạy ba nhóm ngành: công nghiệp châu Âu, công nghiệp bản xứ, mỹ nghệ và tiểu thủ công nghiệp. Đầu thế kỷ 20, người Pháp mới tổ chức một số trường cao đẳng ngành y, sư phạm, luật vì lúc này các trường trung học có thể cung cấp những học sinh có bằng thành chung hoặc tú tài.

## Cải cách năm 1906
Toàn quyền Đông Dương Paul Beau là người đề xướng việc cải tổ và cho thành lập Hội đồng Cải cách Học vụ (Conseil de Perfectionnement de l'enseignement indigène) ngày 14 tháng 11 năm 1905 cùng lập Nha Giám đốc Học chính (Direction de l'Enseignement) dưới sự điều hành của Henri Gourdon. Nếu theo đúng kế hoạch thì mỗi làng xã sẽ có một ngôi trường dạy chữ Quốc ngữ để dần loại bỏ chữ Nho. Theo Nha Học chính thì trường sở sẽ chia thành ba cấp:
- Ấu học thì giao cho xã thôn dạy chữ Nho và chữ Quốc ngữ; ai đậu thì gọi là "tuyển sinh."
- Tiểu học thì do phủ, huyện có huấn đạo và giáo thụ đảm trách, tiếp tục dạy chữ Nho và chữ Quốc ngữ và có thể tình nguyện học thêm tiếng Pháp chứ không bắt buộc;
- Trung học thì do quan đốc học ở tỉnh lỵ trông coi và dạy chữ Quốc ngữ và tiếng Pháp. Đây bước đầu của chữ Quốc ngữ trong ngành giáo dục của người Việt.

Theo đề án của Hội đồng cải cách giáo dục lần thứ nhất 1906 thì không có việc thành lập trường đại học, nhưng trước đòi hỏi của các sĩ phu yêu nước, Pháp thành lập trường đại học đầu tiên của Việt Nam là Đại học Đông Dương tuyển sinh viên từ những người tốt nghiệp trung học hoặc đỗ thi Hương, biết tiếng Pháp. Sinh viên khóa đầu tiên hầu hết là công chức đang làm việc ở cơ quan trung ương của chính quyền thực dân. Hoạt động được hơn một năm Đại học Đông Dương đóng cửa vì thiếu giáo sư chuyên nghiệp trong khi đó, trình độ người học quá thấp so với chương trình. Giáo dục đại học chỉ được cải thiện khi Toàn quyền Đông Dương ra nghị định quy chế chung về bậc cao đẳng năm 1918. Học sinh muốn vào trường cao đẳng phải có bằng thành chung hoặc bằng tú tài bản xứ, tuổi 18-25. Trong đơn xin học, sinh viên phải cam kết làm việc cho "Nhà nước bảo hộ" ít nhất 10 năm.

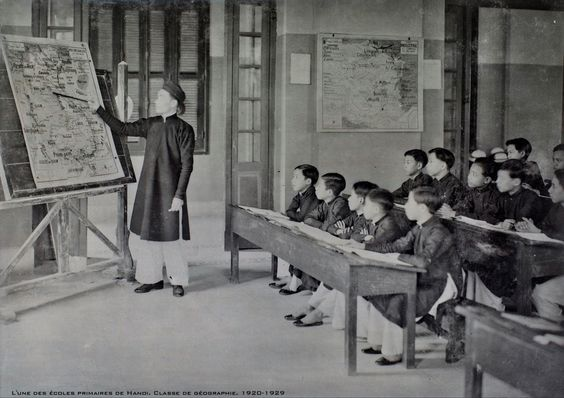
Lớp địa lý ở một trường thuộc địa. Hà Nội, 1920

Chính quyền cũng theo đuổi việc hợp thức hóa chữ Quốc ngữ cho người Việt bằng cách nâng loại chữ này lên hàng văn tự chính thức ở Nam Kỳ ngay từ năm 1878 và Bắc Kỳ kể từ năm 1910. Ngay khoa thi Canh Tuất (1910) triều Duy Tân, sĩ tử đã phải làm bài bằng chữ Quốc ngữ. Đối với chữ Hán thì khoa cử dần bị loại bỏ. Kỳ thi Hương cuối cùng ở Bắc Kỳ là năm 1915. Ở Trung Kỳ đạo dụ của vua Khải Định ngày 26 tháng 11 âm lịch năm Mậu Ngọ (tức ngày 28 tháng 12 năm 1918) chính thức bãi bỏ khoa cử và năm 1919 là năm cuối mở khoa thi ở Huế.
Thay thế vào con đường tiến thân cũ, Toàn quyền Paul Beau cũng cho lập Viện Đại học Đông Dương ở Hà Nội với ba phân khoa: văn chương, luật khoa và khoa học. Ngay năm đầu tiên đã có 94 sinh viên ghi danh theo học nhưng sang năm 1908, nhân có vụ biến động của phong trào kháng thuế ở Quảng Nam rồi lan rộng khắp miền Trung, Viện Đại học phải bãi khóa. Toàn quyền Antony Wladislas Klobukowski cũng cho giải thể Nha Học chính. Tình hình giáo dục ở những thập niên đó bị cách đoạn.
Đến năm 1945, toàn Đông Dương chỉ có Viện Đại học Đông Dương bao gồm 10 trường thành viên: Cao đẳng Y khoa, Cao đẳng Nông nghiệp, Cao đẳng Thú y, Cao đẳng Công chính, Cao đẳng Địa chính, Cao đẳng Luật khoa, Cao đẳng Khoa học, Cao đẳng Mỹ thuật.... Viện đại học Đông Dương chỉ đào tạo bậc đại học. Nếu sinh viên muốn học sau đại học thì phải sang Pháp. Năm học 1944-1945, cả Viện này có 1.575 sinh viên (so với tổng dân số Việt Nam khi đó là 23 triệu). Phần lớn học sinh và sinh viên đại học, cao đẳng đều là con em các gia đình giàu có hoặc có địa vị nhất định trong xã hội lúc bấy giờ. Các gia đình nông dân, nhân dân lao động nghèo rất ít có khả năng cho con em theo học. Có một số rất ít học sinh Đông Dương sang Pháp du học ở bậc đại học và sau đại học. Khi tình hình chính trị căng thẳng, chính quyền lập tức thít chặt đầu vào ở các trường bên Pháp, chẳng hạn như hạn chế đưa sinh viên Đông Dương sang Pháp trong những năm 1930. Những ai du học ở Pháp trở về đều chung một suy nghĩ những giá trị đang thịnh hành ở chính quốc đều bị mất giá trên chính xứ sở của họ.

## Cải cách năm 1917

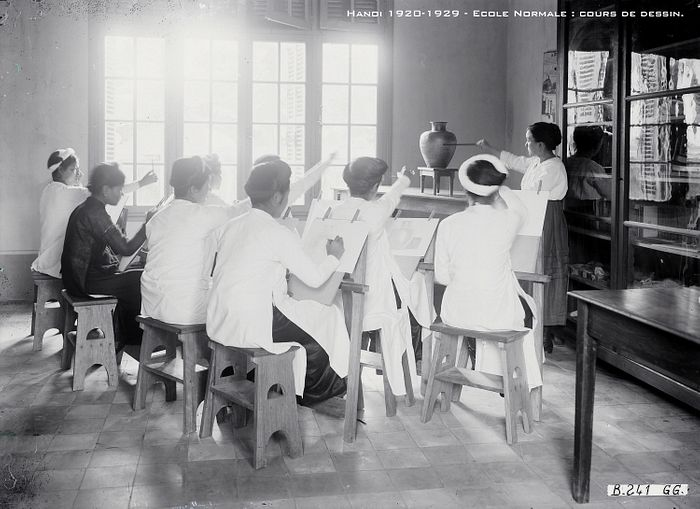
Lớp học vẽ ở trường nữ sinh thuộc địa

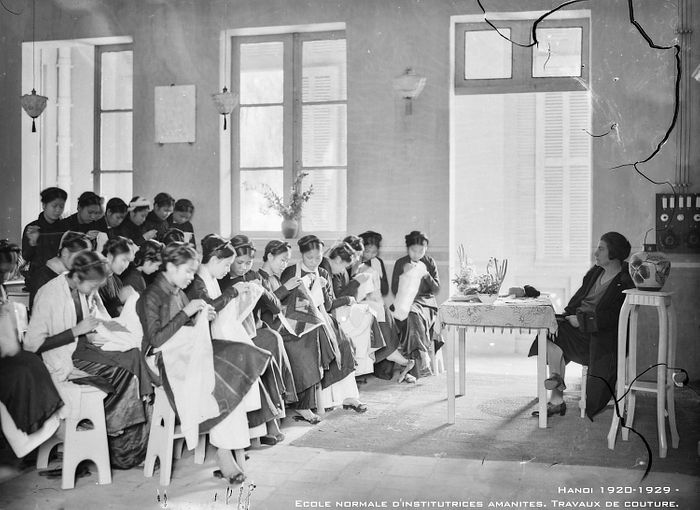
Lớp học may ở trường nữ sinh thuộc địa

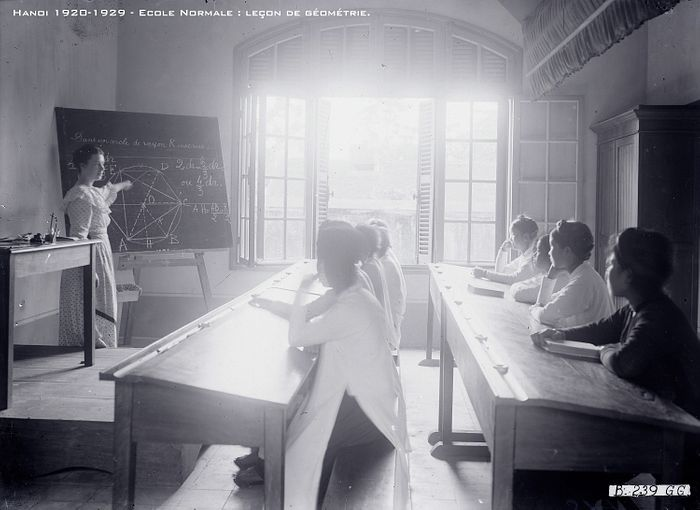
Lớp học toán ở trường nữ sinh thuộc địa

Sau Chiến tranh thế giới thứ nhất, Toàn quyền Albert Sarraut là người ban hành Tổng quy học chính (Règlement Général de l'Instruction Publique en Indochine) ngày 21 tháng 12 năm 1917 với mục tiêu thống nhất nền giáo dục bản xứ, tiến tới xóa bỏ nền giáo dục cũ và cho tái khai giảng Viện Đại học Đông Dương, lần này thêm các phân khoa Y dược, Thú y, Thủy lâm, Sư phạm, Thương mại, Tài chính, Luật khoa hành chánh, và Mỹ thuật.. Nền học chính lúc này được chia làm ba cấp, cấp một là các trường tiểu học, cấp hai là cao đẳng tiểu học, cấp ba là bậc trung học (tú tài), với hai hệ thống giáo dục gồm trường Pháp và trường bản xứ. Chương trình tiểu học Pháp bản xứ chia thành năm lớp: lớp đồng ấu cho học sinh 7 tuổi; lớp dự bị 8 tuổi; lớp ba 9 tuổi, lớp nhì 10 tuổi và lớp nhất 11 tuổi. Trường Pháp sử dụng chương trình giáo khoa Pháp ở Đông Dương gần giống như bên Pháp và hoàn toàn dạy tiếng Pháp, không dạy tiếng Việt. Tiểu học dạy bằng tiếng Việt còn các bậc học cao hơn dạy bằng tiếng Pháp.
Tại trường bản xứ, bậc Tiểu học sử dụng sách giáo khoa Quốc-văn Giáo-khoa Thư do Nha Học chính Đông Pháp biên soạn và xuất bản. Từ bậc Cao đẳng Tiểu học trở lên thì dùng sách giáo khoa xuất bản ở Pháp. Sách giáo khoa một số môn như Lịch sử Việt Nam, Địa lý Đông Dương, Văn học Việt Nam do các giáo chức người Pháp hay người Việt biên soạn và xuất bản. Sách giáo khoa quốc ngữ chủ yếu được các thầy giáo bản địa viết ra và giáo cụ được áp dụng phù hợp với các sắc dân khác nhau trái với thứ huyền thoại cho rằng trẻ con các xứ thuộc địa Pháp phải học thuộc lòng "Tổ tiên chúng ta là người xứ Gaule" vì học sinh Đông Dương không phải học câu này. Nền giáo dục còn rất chú trọng đến các nền văn hóa bản địa đến mức còn đưa vào chương trình những nhân tố dân tộc tính do nỗ lực của những nhà giáo bản xứ muốn bảo tồn văn hóa và tinh thần dân tộc cũng như những nhà chức trách giáo dục thuộc địa đang tìm tòi một tư duy và phương pháp sao cho một nền giáo dục kiểu Tây phương có thể thích ứng với các nền văn hóa khác nhau.
Với đợt cải cách giáo dục lần hai, chữ Quốc ngữ đã hoàn toàn thay thế chữ Hán. Chương trình học bao gồm cả khoa học tự nhiên và khoa học xã hội với tính hệ thống cao. Bậc tiểu học theo chương trình Pháp - Việt khi đó rất nặng và khó theo lối giáo dục tinh hoa của Pháp như lớp đồng ấu phải học 11 môn như luận lý (morale), thể dục, tiếng Việt, tiếng Pháp, học số và hệ thống mét, địa dư, chữ Nho... Chương trình lớp nhất sơ học (theo hệ thống trường Pháp) phải học đủ 15 môn toàn bằng tiếng Pháp. Nhiều học sinh ở ba lớp chót của tiểu học bỏ học rất nhiều do không theo nổi chương trình này. Một thống kê năm 1923 trên toàn Việt Nam cho thấy tổng số học sinh lớp đồng ấu là 90.000 (trong tổng số 187.000) thì lớp nhì và nhất chỉ có 17.000. Đại diện của Bộ Thuộc địa cử từ chính quốc sang tiến hành một cuộc khảo sát vào năm 1927 chỉ trích chính sách giáo dục "Quá đào thải vì chỉ có không quá một phần ba học sinh tiếp tục học lên tiểu học, [...] rõ ràng là không đủ vì chỉ chiếm một phần tư số trẻ em đến tuổi đi học, [...] chất lượng "xoàng" một phần vì quá Pháp và vì đào tạo đội ngũ giáo viên không đủ".
Năm 1924, Pháp buộc phải điều chỉnh bậc học tiểu học vì học sinh không thâu lượm được kiến thức vững chắc, rút cuộc sẽ không thông thạo cả tiếng mẹ đẻ lẫn tiếng Pháp. Khi đó, lớp nhì được chia thành lớp nhì năm thứ nhất và lớp nhì năm hai nên bậc tiểu học có sáu lớp. Tuy nhiên, vấn đề không được giải quyết, bình quân cứ 40 em học lớp đồng ấu thì chỉ còn một em đậu bằng tốt nghiệp Pháp - Việt. Bên cạnh các trường phổ thông, Pháp còn lập ra trường dạy nghề để đào tạo ra công nhân cho các ngành công nghiệp thuộc địa.
Hệ thống giáo dục Nho học cũ trở nên không hợp thời. Nhà Nguyễn ban đầu cải cách kỳ thi Hương bằng cách đưa chữ Quốc ngữ vào nội dung thi sau đó bãi bỏ luôn các kỳ thi thuộc hệ thống Khoa bảng Việt Nam vào năm 1919. Tháng 10 năm 1932, Bộ Học được cải tổ thành Bộ Quốc dân giáo dục do Phạm Quỳnh làm thượng thư. Việc quản lý giáo dục Sơ học được trao cho triều đình Huế đảm nhiệm. Giáo dục đạo đức, đặc biệt là đạo đức Nho Giáo được chú trọng. Theo Nghị định của Toàn quyền ngày 16 tháng 8 năm 1932, các trường hương thôn nắm quyền tự chủ về ngân sách, tự tuyển chọn giáo viên và chương trình. Ở các bậc học cao hơn (từ Tiểu học trở lên), nhà cầm quyền Pháp vẫn nắm quyền chi phối.

## Thành tựu và hạn chế

### Thành tựu
Các quan chức Pháp cho rằng "Trường học là công cụ hữu hiệu nhất, chắc chắn nhất nằm trong tay kẻ đi chinh phục". Năm 1945 khi chế độ thuộc địa sụp đổ, có hơn 14.000 trường học, từ trường làng đến trường đại học, và có gần một triệu học sinh. Đông Dương là trường hợp duy nhất trong các xứ thuộc địa có một hệ thống giáo dục hoàn thiện, lên đến bậc đại học dành cho người bản xứ. Uy tín trường Y khoa Đông Dương cũng ngang hàng với Y khoa Paris. Trong thập niên 1920 sỹ số học sinh tăng trưởng trong toàn bộ nền giáo dục. Đầu thập niên 1930, hệ thống giáo dục thuộc địa được hoàn thiện. Chi phí cho giáo dục tăng gấp ba trong 10 năm, từ 1921 đến 1931, và đạt 13 triệu đồng Đông Dương.

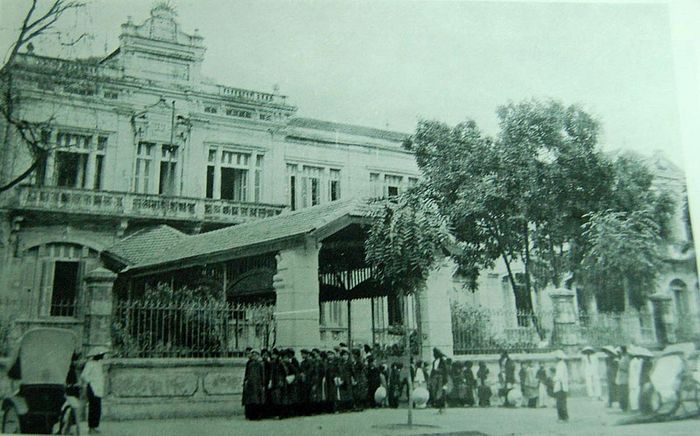
Trường nữ sinh ở Hà Nội những năm 1920

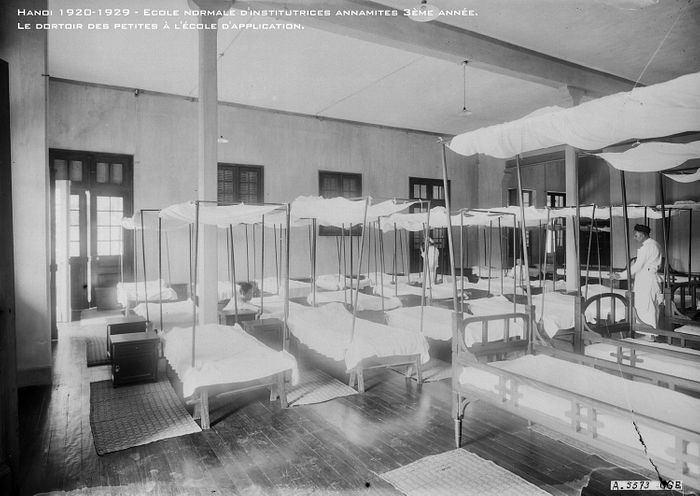
Phòng ngủ ở trường

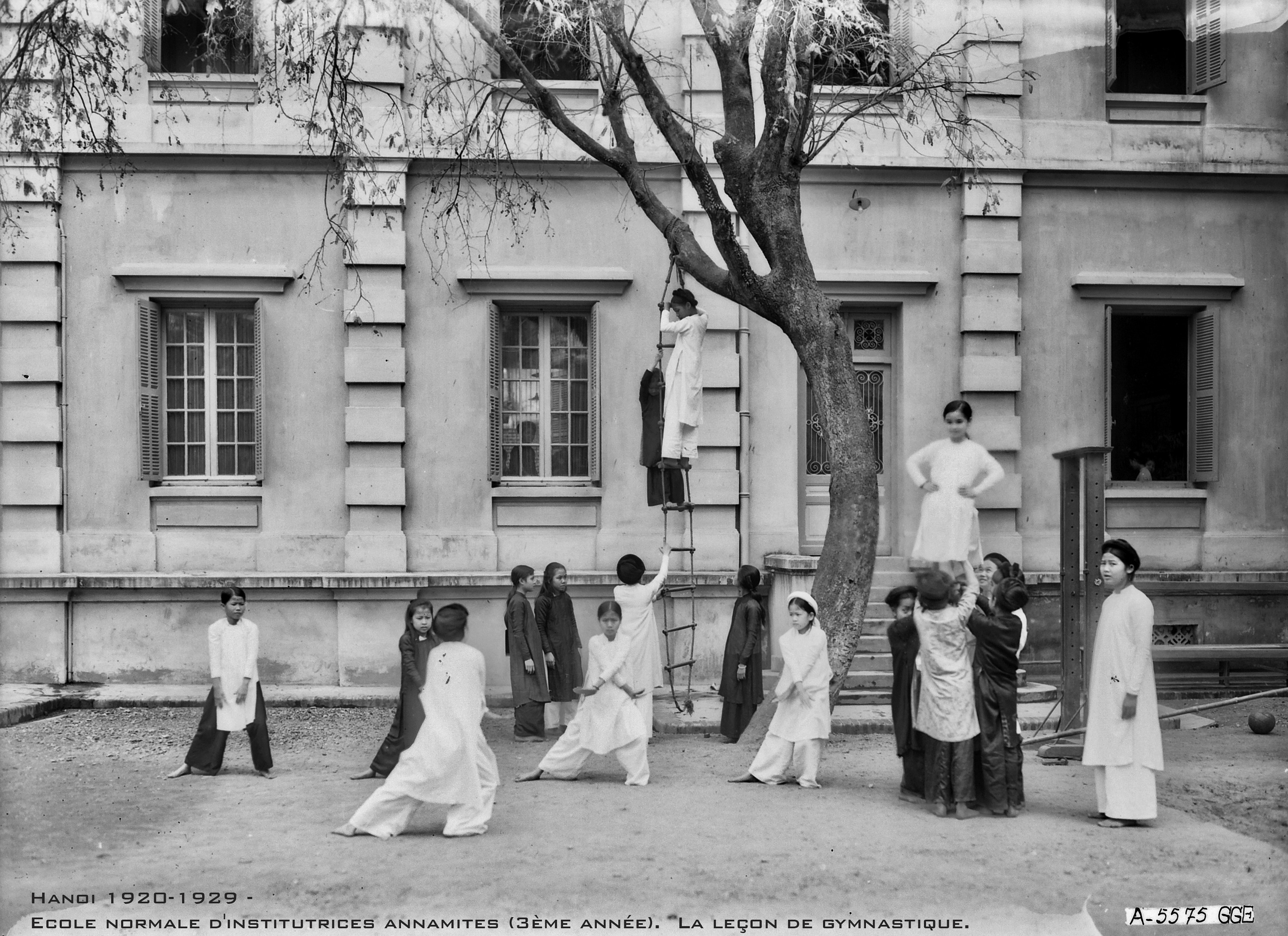
Giờ ra chơi ở trường nữ sinh thuộc địa

Về giáo dục tiểu học, trung bình một tỉnh chỉ có khoảng từ 2 đến 4 trường Tiểu học, mỗi trường có từ trên 100 đến vài trăm học sinh. Các thành phố lớn mới có trường Cao đẳng Tiểu học như Hà Nội, Hải Phòng, Nam Định, Lạng Sơn (Bắc Kì), Thanh Hóa, Nghệ An (Vinh), Huế, Quy Nhơn (Trung Kỳ), Sài Gòn, Cần Thơ, Mỹ Tho (Nam Kỳ). Bậc Trung học (bậc Tú Tài) chỉ có ở Hà Nội (trường Bưởi, trường Albert Sarraut), Huế (trường Khải Định), Sài Gòn (trường Pétrus Ký, trường Chasseloup Laubat), mỗi trường có khoảng từ 100 đến 200 học sinh. Trên toàn Việt Nam, tính đến năm 1906 mới chỉ có 25 trường học tiểu học Pháp - Việt và tính đến hết năm 1913 mới chỉ có 10 vạn học sinh các cấp (trong tổng số 20 triệu dân lúc bấy giờ). Sự phát triển giáo dục cũng không đều khắp: tất cả các vùng miền núi đều không có trường học, riêng tỉnh Sơn La mãi đến 1917 mới có 1 trường sơ học. Tính đến năm 1940 trên toàn ba kỳ có 576.650 học sinh ghi danh đi học ở mọi cấp. Giáo dục tư thục chiếm 13% tổng sỹ số, tức 60.000 học sinh, vào năm 1930.
Dưới chế độ thuộc địa, nữ sinh chính thức được đến trường đi học. Tỉ lệ học sinh nữ ở tất cả các bậc học công lập tăng dần đều nhưng không vượt quá 20% tổng sỹ số. Chỉ riêng Nam kỳ có trội hơn vào năm 1943 với 29% nữ sinh ở bậc sơ cấp và 26% ở bậc tiểu và trung học. Việc nam sinh và nữ sinh học riêng vẫn còn diễn ra ở Pháp cho đến tận thập niên 1960 thì tại Đông Dương, nam nữ học chung đã trở nên phổ biến ngay từ đầu thế kỷ 20 do thiếu kinh phí và phương tiện để mở ra hai loại trường riêng cho nam và nữ. Trong một báo cáo khảo sát vào năm 1939, Francisque Vial, cựu trưởng ban Ban Trung học, viết số nữ sinh chiếm 25% trong các trường trung học Pháp. Tỉ lệ học sinh người Đông Dương trong các trường trung học Pháp chiếm khá cao, gần 50% vào đầu thế kỷ 20 và ổn định dần xung quanh con số 20%. Vào cuối giai đoạn thuộc địa, những trường trung học Pháp nổi tiếng như Albert-Sarraut ở Hà Nội, Chasseloup-Laubat ở Sài Gòn hay Yersin ở Đà Lạt nhận học khoảng 20% học sinh Đông Dương.

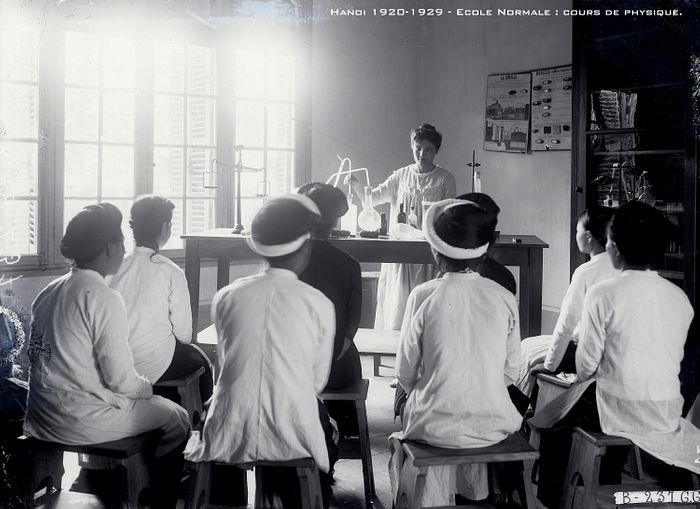
Lớp hóa học trường nữ sinh thuộc địa

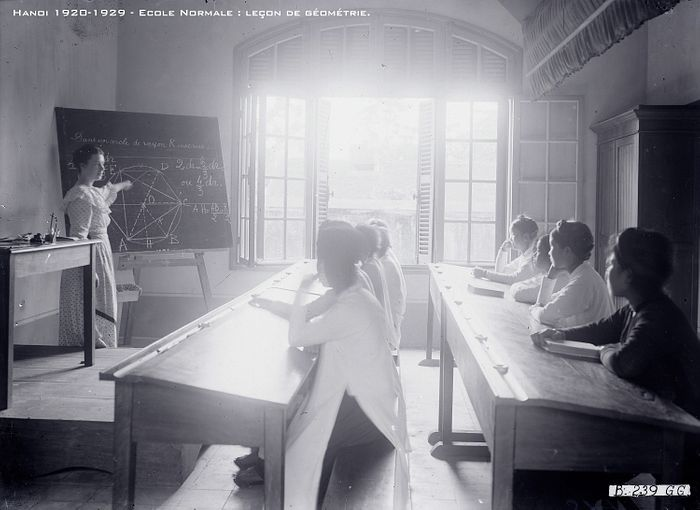
Lớp toán học ở trường nữ sinh thuộc địa

Hệ thống giáo dục Việt Nam được hiện đại hóa theo mô hình phương Tây do nhà nước đài thọ và kiểm soát. Bậc tiểu học đã đặt "nền móng cho một hệ thống hợp lý và hiện đại". Hệ thống này đã đưa vào chương trình giảng dạy các môn khoa học và kỹ thuật, mở ra cánh cửa văn chương và triết học ra ngoài khuôn khổ Khổng giáo, và đem đến kiến thức văn hóa và nghệ thuật phương Tây. Trên phương diện xã hội, giáo dục dành cho nữ sinh góp phần làm thay đổi vị thế của phụ nữ trong xã hội Việt Nam. Giáo dục cho con em các dân tộc thiểu số và hiện đại hóa trường chùa trong các xứ theo đạo Phật đều là những thành tích của nền giáo dục này. Di sản khác mà nền giáo dục thuộc địa để lại là sự tiếp nhận và "chiếm lĩnh" chữ quốc ngữ của người Việt. Chính việc sử dụng chữ quốc ngữ, vốn được tạo ra để truyền đạo Thiên chúa, vào mục đích giáo dục, giảng dạy dưới thời thuộc địa khiến cho nó trở nên thông dụng với đại chúng. Việc sử dụng chữ quốc ngữ một cách phổ biến và đại chúng khiến hình thành và phát triển một nền báo chí và một nền văn học chữ quốc ngữ sống động và phong phú. Có khoảng 10.000 đầu sách được xuất bản trong những năm 1923 – 1948. Năm 1946, chính phủ của Hồ Chí Minh đã sử dụng và phổ biến chữ quốc ngữ với mục tiêu xóa mù chữ, nâng cao dân trí và xem đó là ưu tiên hàng đầu.

### Hạn chế
Chính sách giáo dục của chính quyền Pháp nhằm dụng ý là để chuyển hướng tư duy của đại chúng, xóa bỏ những ảnh hưởng của văn minh Trung Hoa, truyền bá văn minh Pháp nhằm đồng hóa người Việt; đồng thời đào tạo ra một tầng lớp công chức và chuyên viên phục vụ cho nền cai trị và công cuộc khai thác thuộc địa của Pháp. Mối đe dọa đáng sợ cho chính quyền thực dân Pháp là Nho giáo qua các sách vở Hán văn, bởi Nho giáo cổ vũ lòng yêu nước chống ngoại xâm và khuyến khích giới trí thức quan tâm đến các vấn đề chính trị. Hơn nữa người Pháp rất khó chịu trước giới sĩ phu Nho học không ngừng đả kích chế độ thực dân, kích động sự bất mãn của dân chúng thậm chí lãnh đạo các cuộc khởi nghĩa chống Pháp. Vì vậy người Pháp đã dồn nhiều nỗ lực vào việc cải biến nền giáo dục bản xứ: loại bỏ Nho học và cấm giảng dạy lịch sử Việt Nam, thay vào đó là các kiến thức khoa học phương Tây, văn chương và lịch sử Pháp. Tiếng Pháp là ngôn ngữ chính được dùng trong trường học còn tiếng Việt và tiếng Hán chỉ là ngoại ngữ. Một chứng cứ khác là sách giáo khoa thời Pháp thuộc không dùng danh từ "Việt Nam" mà chỉ nhắc đến "Đông Pháp" và các xứ lệ thuộc.
Các kỳ thi khoa bảng Việt Nam cũng bị loại bỏ, thay vào đó là các kì thi bằng tiếng Việt và tiếng Pháp phỏng theo các kì thi của Pháp. Triều đinh nhà Nguyễn cũng đồng tình với chính sách bãi bỏ Hán học của Pháp mà không xét đến hậu quả lâu dài là đạo đức xã hội xuống cấp, người Việt bị tách rời khỏi di sản học thuật của nước nhà tích lũy được trong mười thế kỷ, toàn xã hội mất phương hướng, mê loạn về giá trị. Học giả Trần Trọng Kim nhận định "Xét ra cho kỹ, sự bỏ cũ theo mới của ta hiện thời bây giờ không phải là không cần cấp, nhưng vì người mình nông nổi, không suy nghĩ cho chín, chưa gì đã đem phá hoại cả đi, thành thử cái xấu, cái dở của mình thì vị tất đã bỏ đi được, mà lại làm hỏng mất cái phần tinh túy đã giữ cho xã hội của ta được vững bền hàng mấy nghìn năm nay. Phàm người ta muốn bỏ cái cũ đã hẩm nát, tất là phải có cái mới tốt hơn, đẹp hơn để thay vào. Nay ta chưa có cái mới mà đã vội vàng bỏ cái cũ đi, thành ra đổ nát cả, mà không có cái gì thay vào được. Ấy là cái tình trạng nước ta ngày nay là thế, khác nào như chiếc thuyền đi ra giữa biển, đánh mất địa bàn chỉ nam, không biết phương hướng nào mà đi cho phải đường, cứ lênh đênh mãi, không khéo lại bị sóng gió va vào đá vỡ tan mất cả.".
Ngôn ngữ người Việt cũng bị tác động, quan trọng nhất là việc tiếp nhận chữ Quốc ngữ làm văn tự chính thức của người Việt. Quyết định của triều Nguyễn hủy bỏ toàn phần phép khoa cử có từ thời nhà Lý khiến chữ Nho không còn là ngôn ngữ học thuật chính thống. Việc sử dụng chữ Quốc ngữ làm văn tự chính thức bên cạnh chữ Hán tạo điều kiện cho văn học, báo chí viết bằng chữ Quốc ngữ phát triển, việc truyền bá tri thức, văn hóa trở nên dễ dàng hơn. Chữ Quốc ngữ dễ học hơn chữ Hán nên có thể dùng chữ Quốc ngữ xóa mù chữ nhanh chóng. Tuy nhiên, việc chữ Hán từ địa vị là ngôn ngữ học thuật chính thống trở thành một ngoại ngữ không quan trọng khiến đa số người Việt không còn khả năng đọc hiểu các tài liệu chữ Hán của tiền nhân. Hậu quả là người Việt bị tách ra khỏi di sản văn học, sử học, khoa học, tư tưởng của dân tộc viết bằng chữ Hán tích lũy được trong 10 thế kỷ. Việc thay đổi nội dung giáo dục, bãi bỏ phép khoa cử truyền thống lấy Nho giáo làm trọng tâm khiến Nho giáo mất dần ảnh hưởng lên đời sống xã hội và chìm vào quên lãng. Điều này khiến xã hội tan rã do không được định hướng bởi một hệ thống giá trị chung, không còn tín hiệu tập hợp; đạo đức xã hội suy đồi và các giá trị văn hóa truyền thống bị thui chột.
Pháp ngữ trở thành ngôn ngữ chính thức trong hệ thống giáo dục và trong hoạt động hành chính. Các tư tưởng phương Tây như tự do, dân chủ, nhân quyền, chủ nghĩa dân tộc, chủ nghĩa xã hội, chủ nghĩa cộng sản... thông qua sách báo và hệ thống giáo dục thuộc địa được phổ biến tuy nhiên người Việt không có hiểu biết sâu sắc về những hệ tư tưởng này. Phạm Quỳnh nói về việc học phương Tây không đến nơi đến chốn "Thử xét trong những kẻ tự xưng là hạng tân tiến, mấy người đã học được đến nơi đến chốn? Mấy người có thể đối đáp nghị luận với Tây, nói những chuyện văn chương mỹ thuật, chính trị triết học mà người ta phải chịu phải phục? Hay là phần nhiều chỉ mới học mót được mấy câu văn sáo đã đem ra mà huyễn diệu đồng bào. Ấy là không nói những kẻ học chữ Tây cũng còn chửa thông, nói một câu không khỏi sai mẹo, mà cũng làm ra mặt thông thạo các lối văn minh mới, nhất thiết tự xưng là duy tân cả, coi văn hóa cũ của nước nhà như cỏ rác hết. Tưởng học được của người những gì hóa ra chỉ học được những thói tự do rởm, bình đẳng xằng, những cách du đãng phóng túng với cái tính khinh bạc ngạo mạn mà thôi. Lắm lúc trông thấy cái kết quả bất lương đó mà ngờ rằng nếu học Tây mà đến thế thì thà không học nữa còn hơn".
Giáo dục thời Pháp thuộc để lại nhiều mặt tiêu cực với Việt Nam. Năm 1905, Phan Bội Châu cho rằng nền giáo dục của Pháp "chỉ dạy viết văn Pháp, nói tiếng Pháp, tạm thời làm nô lệ cho Pháp". Học giả Trần Trọng Kim cho rằng nền giáo dục Pháp đã biến một xã hội "nghe đến nước mình thì ngây ngây như người ngoại quốc, sử nước mình không biết, tiếng nói nước mình thì chỉ biết qua loa". Cho đến năm 1930, tổng số học sinh, sinh viên tất cả các trường từ tiểu học đến đại học chỉ chiếm 1,8% dân số Việt Nam. Do số người được đi học thấp, kết quả là tới năm 1945, trên 95% dân số Việt Nam bị mù chữ. Sau này, các chính phủ của nước Việt Nam độc lập bằng các chiến dịch xóa mù chữ kéo dài trong vài năm đã thực hiện chương trình xóa nạn mù chữ đại trà cho quần chúng mà chính quyền thuộc địa mất 80 năm không làm nổi. Ngoài nạn mù chữ, chỉ có khoảng 1 triệu học sinh trên tổng số 12 triệu trẻ đến tuổi đến trường được đi học, nghĩa là chỉ chiếm 8% so với 17%, là tỉ lệ ở chính quốc. Đa số học sinh không thể tiếp tục học lên cao. Năm 1943, chỉ có 1 trên 10 học sinh qua được bậc tiểu học, 1 trên 100 học xong cao đẳng tiểu học, và dưới 2 trên 1000 học sinh học đến trung học và đại học. Chế độ thuộc địa thống nhất và kiên định trong chính sách kiềm tỏa và kiểm soát giới trẻ Đông Dương bằng cách thực hiện một nền giáo dục ngắn hạn, thiết dụng và thực dụng chỉ nhằm đào tạo ra những người thừa hành và phụ tá, trình độ học vấn và kiến thức vừa đủ để không trở thành những phần tử gây rối chính trị. Đối với chính quyền thuộc địa, không bao giờ họ muốn đào tạo ra cái gì khác ngoài những nhân viên thuộc cấp và hạ cấp, vì những vị trí lãnh đạo, quản lý là của người Pháp. Chính quyền hài lòng với việc đào tạo thợ hơn thầy, công nhân hơn kỹ sư chính vì thế Đại học Khoa học chỉ được lập ra ở Đông Dương vào năm 1942, chỉ ba năm trước khi Việt Nam giành được độc lập.
Một nền giáo dục như vậy khiến người Việt bị tách rời khỏi cội rễ văn hóa dân tộc trong khi không hiểu biết đến nơi đến chốn, không hấp thu được phần tinh túy của văn hóa phương Tây. Người Việt bị biến thành những kẻ vong bản và vong nô trên chính quê hương của mình. Tuy nhiên, người Việt cũng không có ý thức học Pháp đến nơi đến chốn để canh tân quốc gia, tự lực tự cường trong khi giới sĩ phu và chính quyền Nhật Bản quyết tâm nắm vững khoa học và cách tổ chức nhà nước, tổ chức xã hội của phương Tây để hiện đại hóa, công nghiệp hóa đất nước. Phan Châu Trinh nói về điều này "Nước ta từ ngày Pháp sang bảo hộ trên mấy mươi năm, người mình học Tây học chỉ làm được việc phiên dịch nói phô mà thôi, không có ai hấp thu được chỗ tinh túy, phăn tìm đến nơi màu nhiệm về mà đào tạo ra học trò để làm việc vẻ vang cho nòi giống. Trái lại, bụng không một hạt gạo mà nói chuyện thi thư, tay không nửa đồng mà tự xưng Khổng Mạnh. Có lẽ da thịt huyết tủy của người nước mình mấy ngàn năm nay đã bị cái hấp lực của huyết dẫn người Tàu chi phối hết cả, nên ngày nay đành làm nộm rối cho người Tàu mà không tự biết chăng? Không thế thì sao lửa đốt bên da mà không biết nóng, sét đánh ngang trán mà không biết sợ, thầy hay bạn giỏi ở một bên mà không biết gắng sức bắt chước bước theo. Thậm chí nữa trằn trọc tráo trở, một hai toan tìm một nước thứ ba nào yêu thương mình mà vui lòng làm tôi làm tớ".

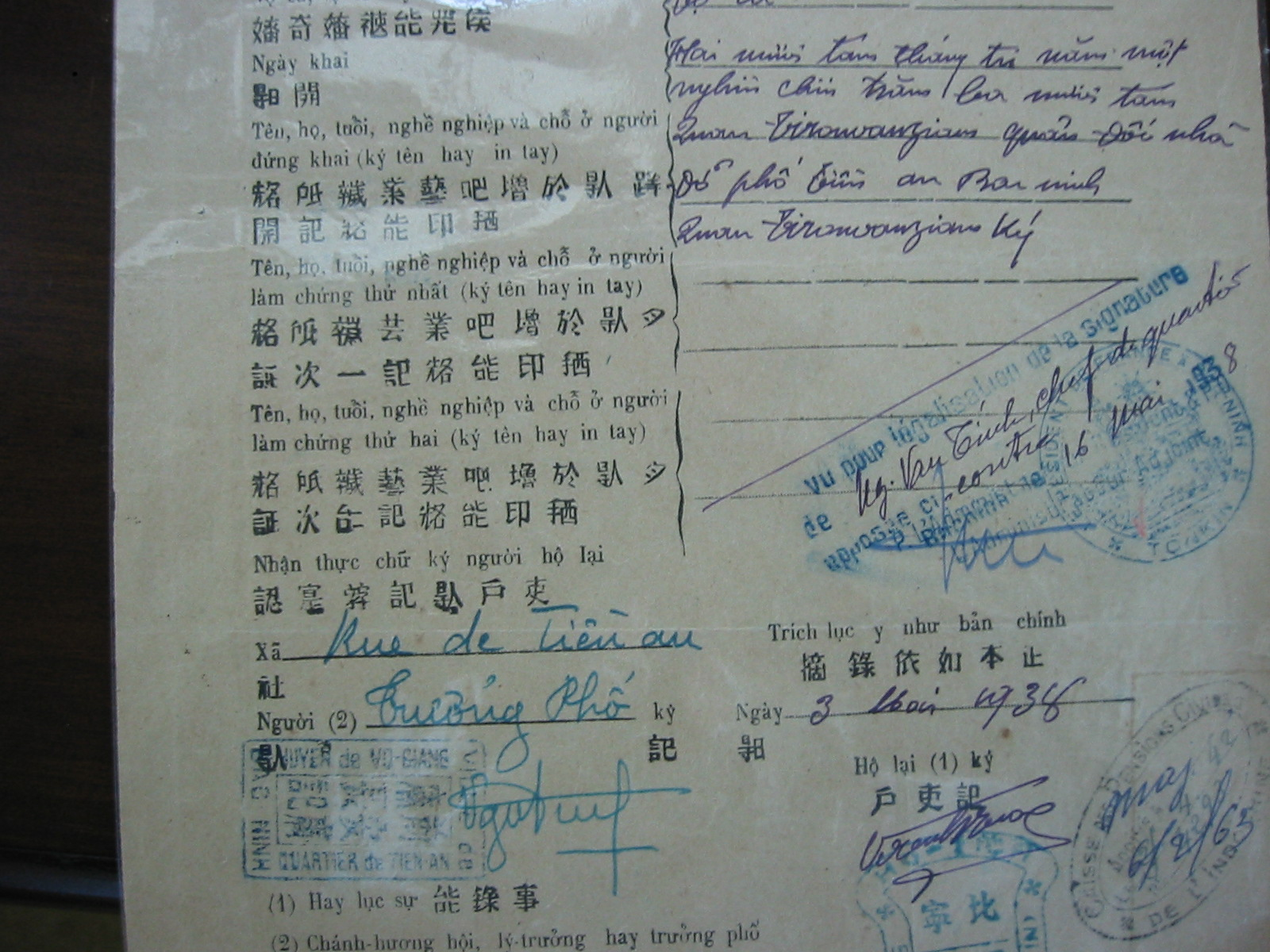
Giấy khai sinh của tỉnh Bắc Ninh thời Pháp thuộc tại Bắc Kỳ năm 1938 có 4 dạng chữ: chữ Quốc ngữ, chữ Nôm, chữ Nho, và chữ Pháp

Hệ thống giáo dục phát triển không tương xứng với những hứa hẹn của người Pháp "khai hóa văn minh" dân thuộc địa. Chính vì thế, cái mà người Việt thừa hưởng từ người Pháp sau khi Việt Nam giành được độc lập chỉ là những mảnh vụn văn hóa và lịch sử; tỷ lệ mù chữ lên đến 95% dân số, hệ thống kiến thức Tây học kém cỏi, thiếu chiều sâu theo như Ngô Đức Kế đã nói "Âu học vẫn chưa vin được ngọn ngành mà Hán học đã đứt cả cội rễ" cùng với nền tảng đạo đức xã hội suy đồi. Ngày 3 tháng 9 năm 1945, trong phiên họp đầu tiên của Chính phủ, Chủ tịch Hồ Chí Minh đã nêu ra nhiệm vụ cấp bách nhất, thiết thực nhất phải giải quyết là "nạn dốt" và chỉ rõ: "Nạn dốt là một trong những phương pháp độc ác mà bọn thực dân dùng để cai trị chúng ta... Một dân tộc dốt là một dân tộc yếu. Vì vậy tôi đề nghị mở một chiến dịch để chống nạn mù chữ". Tuy nhiên, nền giáo dục của Pháp cũng tạo ra một tầng lớp trí thức mới nắm được khoa học, kỹ thuật phương Tây và một tầng lớp tinh hoa chính trị chịu ảnh hưởng của những hệ tư tưởng và tiếp thu những thủ thuật chính trị phương Tây tuy số lượng ít ỏi và chất lượng của tầng lớp này còn yếu. Tầng lớp trí thức bản xứ có rất ít cá nhân đạt tới trình độ tinh hoa, đội ngũ chuyên gia tuy có số lượng khá hơn nhưng gắn bó trực tiếp với sự điều tiết từ chính quốc chứ không phải gắn bó với xã hội và nền kinh tế tại chỗ và một lượng đông đảo những trí thức cấp thấp. David G. Marr ước tính giới trí thức Việt chỉ có khoảng 10.000 người vào cuối thập niên 1930. Lực lượng trí thức mỏng manh này làm lộ rõ mâu thuẫn căn bản của chế độ thuộc địa Pháp là một mặt Pháp muốn thực thi sứ mạng khai hóa, và mặt kia là nỗi lo sợ và ám ảnh khi sứ mạng này lại là phương tiện để trang bị vũ khí tinh thần cho quần chúng bị trị. Sự lo sợ này còn tăng lên khi những người theo dân tộc chủ nghĩa được giáo dục theo kiểu Tây phương đòi độc lập ở Ấn Độ, Ai Cập hay Philippines.
Giới quan chức thuộc địa lên tiếng đề phòng những mối nguy do giáo dục đem lại như một con dao hai lưỡi, có thể biến dân bản xứ thành những kẻ bất mãn và nguy hiểm. Một quan điểm nữa cho rằng có một "vực thẳm tinh thần còn sâu hơn đại dương giữa kẻ thống trị và bị trị, và rằng giáo dục kiểu Pháp chỉ tổn hại đến đời sống tinh thần của dân bị trị". Chất lượng của một tầng lớp trí thức Việt Nam thời Pháp thuộc xét trên khả năng đáp ứng nhu cầu phát triển của xã hội đương thời còn kém hơn thời kỳ tiền thực dân. Nguyễn An Ninh nhận xét "ngày nay tôi chưa thấy người An Nam nào tiếp thu đầy đủ ý nghĩa của văn hoá Pháp... Học Tây trong nước ta bây giờ chỉ học để làm nô lệ cho nhà nước. Tại Đông Dương này tuổi trẻ An Nam khó mà tìm cho ra cái cao thượng của Âu Tây lắm. Dẫu cho chúng ta có được thừa hưởng một truyền thống gia đình, hay nhờ vào những hoàn cảnh thuận lợi khác đi nữa, không mấy người trong chúng ta đủ sức vươn lên đến trình độ một học giả ở Châu Âu". Điều này không hoàn toàn do lỗi người Pháp như Hoài Thanh nhận xét "Người mình vẫn được tiếng là hiếu học, nhưng đúng ra chỉ là hiếu lợi và hiếu danh. Khi sự học không đưa đến cho mình lợi và danh thì ít ai còn thèm màng đến nó nữa... Cho đến ngày nay, trong một trăm người bước chân ra khỏi nhà trường, không có lấy năm ba người để tâm vào việc học. Giữa một vũ trụ đầy những sự huyền bí, người mình như khách qua đường bưng mắt mà đi vì sợ mệt mắt. Tinh thần của mình bạc nhược như vậy không trách gì mình thua kém".
Học sinh bản xứ ý thức được sự bất công khi nền giáo dục ca tụng tự do cá nhân và tinh thần phản biện nhưng việc biểu đạt những giá trị này tại Đông Dương sớm muộn sẽ bị trấn áp. Một bộ phận của thế hệ trí thức thời Pháp thuộc sẽ làm cho hàng ngũ các nhà cách mạng cánh tả cũng như cánh hữu đông đảo lên vì họ không còn đủ kiên nhẫn chờ đợi một cuộc cải tổ thuộc địa hòa bình nên đã huy động và vận dụng những kỹ năng và kiến thức tiếp thu được từ nhà trường Pháp để làm cách mạng chống Pháp. Sau tháng 8/1945, giới trí thức bị phân hóa thành các bộ phận khác nhau ủng hộ các xu hướng chính trị khác nhau tại Việt Nam. Việc thiếu chuyên gia, trí thức và lãnh đạo chính trị được đào tạo tốt là vấn đề nghiêm trọng để lại nhiều hậu quả tiêu cực lâu dài đối với Việt Nam sau khi giành được độc lập.

## Đánh giá
Các quan chức thuộc địa người Pháp tại Liên bang Đông Dương rất tự hào về những thành tựu giáo dục mà họ đã đạt được. Năm 1947, Albert Charton, giám đốc Nha học chính Đông Dương trong thập niên 1940, khẳng định "Nhiều người nhận thấy [...] giá trị của sự nghiệp giáo dục tại Đông Dương, với nỗ lực không ngưng nghỉ trong hơn nửa thế kỷ, bởi những nhà giáo dục Pháp, kết quả đạt được trước năm 1939 đều được cộng đồng quốc tế và chính cả người Đông Dương công nhận vì họ khao khát tham gia vào tiến trình hòa nhập với văn hóa Pháp. Cuối cùng, chúng ta nhận thấy chất lượng và sự phi vụ lợi của chính sách giáo dục [...] đã mở rộng những cánh cửa của ngôi đền tri thức và văn hóa.". Năm 1956, giáo sư Auguste Rivoalen, hiệu trưởng cuối cùng của Đại học Hà Nội, cũng phát biểu tương tự "Một công trình lớn không thể xây xong trong một ngày. Cần đến nửa thế kỷ để sự nghiệp giáo dục của Pháp tại Việt Nam mang hình dạng và sức mạnh như ngày nay. Không đáng kể gì khi ta nhìn vào kết quả đạt được: một xứ sở cách xa vạn dặm bỗng trở nên gần gũi với nước Pháp, xứ sở đó tư duy, cảm nhận như nước Pháp, nói tiếng Pháp, chia sẻ cùng nền văn hóa [...]. Hôm qua cũng như hôm nay, mặc cho những nghi vấn về một cuộc chiến và một cuộc giải phóng, thì một lĩnh vực vẫn được bảo toàn, đó là nơi nền giáo dục của chúng ta đã gieo mầm và còn gieo những hạt giống tốt nhất.". Hệ thống giáo dục thuộc địa Đông Dương được xem là một trong những hệ thống hoàn chỉnh và hoàn thiện nhất trong tất cả các thuộc địa của Pháp với gần 1 triệu học sinh vào năm 1945 và một hệ thống trường lớp từ trường làng cho đến đại học.
Tuy nhiên đối với dân bản xứ, chế độ thực dân Pháp đã thi hành chính sách ngu dân bằng một nền giáo dục kém cỏi. Năm 1925, Bùi Quang Chiêu, sáng lập viên Đảng Lập hiến Đông Dương, mỉa mai "người ta yêu cầu giấy khai sinh của một đứa trẻ khi nó muốn đi học nhưng chẳng ai đòi hỏi bất cứ giấy tờ gì khi bán cho nó một lạng thuốc phiện". Năm 1946, Phạm Văn Đồng, trưởng phái đoàn Việt Nam tại Hội nghị Fontainebleau, chỉ trích nền giáo dục thuộc địa "Quả thật, trong 80 năm, người ta mở ra vài ngàn trường tiểu học, ba hay bốn trường trung học và chừng sáu trường đại học cho khoảng 20 triệu dân. [...] Sau 80 năm, hiện trạng của nền học chính này là hơn 90% dân số mù chữ. Khi ta nói nền học chính là ta đang lạm dụng từ này. Thực vậy, làm sao ta có thể gọi là học chính khi đó chỉ là một hệ thống nhồi sọ với mục đích điều chỉnh giáo dục, về chất lượng và số lượng, theo những nhu cầu ti tiện của chế độ thực dân?".